# كاثي غروف
كاثي غروف (بالإنجليزية: Kathy Grove)‏ هي مصورة أمريكية، ولدت في 1948.